# Olvi
Olvi és una empresa de cervesa i refrescos finlandesa fundada el 1878. Actualment posseeix el 18,7% de la quota de mercat de begudes a Finlàndia, fet que la converteix en l'empresa més gran del sector.
Entre les seves filials, A. Le Coq és la segona companyia de begudes més gran d'Estònia i Volfas Engelman és la tercera companyia de begudes a Lituània. Olvi també té negocis a Letònia (Cēsu alus) i Belarús (Lidskae Pivа). El maig de 2021, Olvi va adquirir una quarta part de la cerveseria més gran de Dinamarca A/S Bryggeriet Vestfyen. Després de la invasió russa d'Ucraïna del 2022, Olvi va anunciar que deixava d'exportar a Rússia i abandonava Belarús.